# Ron Burke
Ron Burke, född 16 oktober 1969 i Washington, Pennsylvania, USA, är en amerikansk travtränare och travkusk. Han är en av nordamerikansk travsports ledande tränare, och har sedan 2009 varit både den mest segerrikaste och vinstrikaste tränaren. Han har bland annat tränat hästar som Buck I St Pat, Snowstorm Hanover, Atlanta, Hannelore Hanover, Won The West, All Bets Off och Foiled Again.

## Karriär
The Burke Stable startades av Rons far, Michael "Mickey" Burke, och togs över av Ron Burke 2009. Framgångarna kom inledningsvis med passgångare, den del av sulkysporten som dominerar i Nordamerika. 2006 fick Burke in travaren Buck I St Pat i träning, och skördade tillsammans med honom större framgångar även inom travsporten. 2008 körde stallet in totalt 1,2 miljoner dollar, en summa som ökade avsevärt året efter, då stallet tog 761 segrar och körde in 14,8 miljoner.
Under 2010 satte Burkes stall nytt rekord med 840 vinster och över 18 miljoner dollar inkört, mycket tack vare Buck I St Pat och passgångaren Won The West som båda fått mottaga flera Dan Patch Awards. Buck I St Pat vann sin tredje Dan Patch Award tack vare segrar i bland annat Breeders Crown Open Mare Trot och Armbro Flight, medan Won The West vann sin Dan Patch Award tack vare segrar i bland annat Breeders Crown Open Pace, Canadian Pacing Derby och Molson Pace.
Burkes vinstrikaste år som tränare är 2014, då hans stall körde in mer än 28 miljoner dollar.
I början av 2019 fick Burke in Hambletonianvinnaren Atlanta i träning, då hennes tidigare tränare Rick Zeron dömts till sex månaders avstängning.
Atlanta debuterade för Ron Burke den 6 maj 2019 på Miami Valley Raceway, och kördes då av Yannick Gingras. I loppet, som även var årsdebut, vann Atlanta på 1.50.4 (1.08,9), och slog världsårsbästa på tusenmetersbana, samt raderade ut Miami Valley Raceways gamla bankrekord på 1.52.1 (1.09,8). Efter årsdebuten meddelade tränare Burke att han siktade mot att starta i 2019 års upplaga av Elitloppet på Solvalla. Resan ställdes sedan in på grund av transportproblem. Den 6 juli 2019 startade Atlanta i finalen av Graduate Stakes på Meadowlands, och segrade tillsammans med Yannick Gingras på tiden 1:49.1 (1.07,9). Segertiden var den snabbaste som något sto någonsin sprungit, samt den snabbaste som någonsin sprungits på banan. Tidigare världsrekord hade stallkamraten Hannelore Hanover med tiden 1:49.2 (1.08,0).

### Sverigebesök
Burke deltog tillsammans med Buck I St Pat i 2009 års upplaga av Elitloppet på Solvalla. Ekipaget blev inbjudna redan 2008, men tackade då nej på grund av skador. I loppet kördes han av sin ordinarie kusk Tim Tetrick, och ekipaget startade som favoritspelade från spår 1. Buck I St Pat galopperade i sitt kvalheat och gick därmed inte vidare till finalheatet samma dag.

### Dopning
I februari 2016 anklagades Burke och travtränaren Julie Miller för dopning, då ämnet glaucine hittats i deras hästar efter tävlingar i New York. Både Burke och Miller förnekade anklagelserna. Burke slapp senare avstängning, då utredningen visat att en häst kan få i sig glaucine på naturlig väg, då ämnet finns i tulpanträd och kan finnas i träspån som finns i häststall. Då hästar från Burkes stall hade glaucinenivåer mellan 500 pg/ml och 1ng/ml, diskvalificerades dessa från respektive lopp på banan där de testats positivt, och Burke fick betala tillbaka prispengar.
I februari 2018 dömdes Burke för dopning, då hästen TJ Blast haft för höga värden av bikarbonat inför ett lopp på The Meadows. Burke dömdes till 30 dagars avstängning och 1 000 dollar i böter. Burke dömdes för dopning på nytt i augusti 2019, då hästen McBoogitty testades positivt för preparatet gabapentin. Burke dömdes denna gång till tre månaders avstängning och 1 000 dollar i böter.

## Större segrar i urval
| År   | Lopp                                   | Häst               | Kusk            |
| ---- | -------------------------------------- | ------------------ | --------------- |
| 2008 | Maxie Lee Memorial                     | Buck I St Pat      | Tim Tetrick     |
| 2009 | Breeders Crown Open Mare Trot          | Buck I St Pat      | Tim Tetrick     |
| 2010 | Maxie Lee Memorial                     | Buck I St Pat      | Tim Tetrick     |
| 2010 | Breeders Crown Open Mare Trot          | Buck I St Pat      | Tim Tetrick     |
| 2012 | Canadian Pacing Derby                  | Foiled Again       | Yannick Gingras |
| 2014 | New York Sire Stakes, 3YOC&G           | Gural Hanover      | Jim Morrill J:r |
| 2014 | New York Sire Stakes, 3YOF             | Market Rally       | Jim Morrill J:r |
| 2014 | Jim Doherty Memorial                   | Mission Brief      | Yannick Gingras |
| 2014 | Art Rooney Pace                        | All Bets Off       | Matt Kakaley    |
| 2014 | Little Brown Jug                       | Limelight Beach    | Yannick Gingras |
| 2014 | Breeders Crown 2YO Filly Trot          | Mission Brief      | Yannick Gingras |
| 2015 | New York Sire Stakes, 3YOC&G           | Habitat            | Jim Morrill J:r |
| 2015 | Peter Haughton Memorial                | Southwind Frank    | Yannick Gingras |
| 2015 | Yonkers Trot                           | Habitat            | Brian Sears     |
| 2015 | Prix d'Été                             | All Bets Off       | Matt Kakaley    |
| 2015 | Breeders Crown 2YO Colt & Gelding Trot | Southwind Frank    | Yannick Gingras |
| 2016 | Earl Beal Jr. Memorial                 | Southwind Frank    | Yannick Gingras |
| 2016 | Valley Victory Trot                    | Snowstorm Hanover  | Matt Kakaley    |
| 2016 | Prix d'Été                             | Rockin Ron         | Yannick Gingras |
| 2016 | Peter Haughton Memorial                | What The Hill      | David Miller    |
| 2016 | Breeders Crown Open Mare Trot          | Hannelore Hanover  | Yannick Gingras |
| 2017 | Little Brown Jug                       | Filibuster Hanover | Yannick Gingras |
| 2017 | Breeders Crown Open Trot               | Hannelore Hanover  | Yannick Gingras |
| 2017 | Maple Leaf Trot                        | Hannelore Hanover  | Yannick Gingras |
| 2018 | Arthur J. Cutler Memorial              | Hannelore Hanover  | Yannick Gingras |
| 2020 | Arthur J. Cutler Memorial              | Atlanta            | Yannick Gingras |